# Cyclophleps tenebrifera
Cyclophleps tenebrifera är en tvåvingeart som beskrevs av James 1943. Cyclophleps tenebrifera ingår i släktet Cyclophleps och familjen vapenflugor.
Artens utbredningsområde är Peru. Inga underarter finns listade i Catalogue of Life.